# Panurgica feae
Panurgica feae es una especie de mantis de la familia Hymenopodidae.

## Distribución geográfica
Se encuentra en Bioko y Angola.